# Automuseum Melle

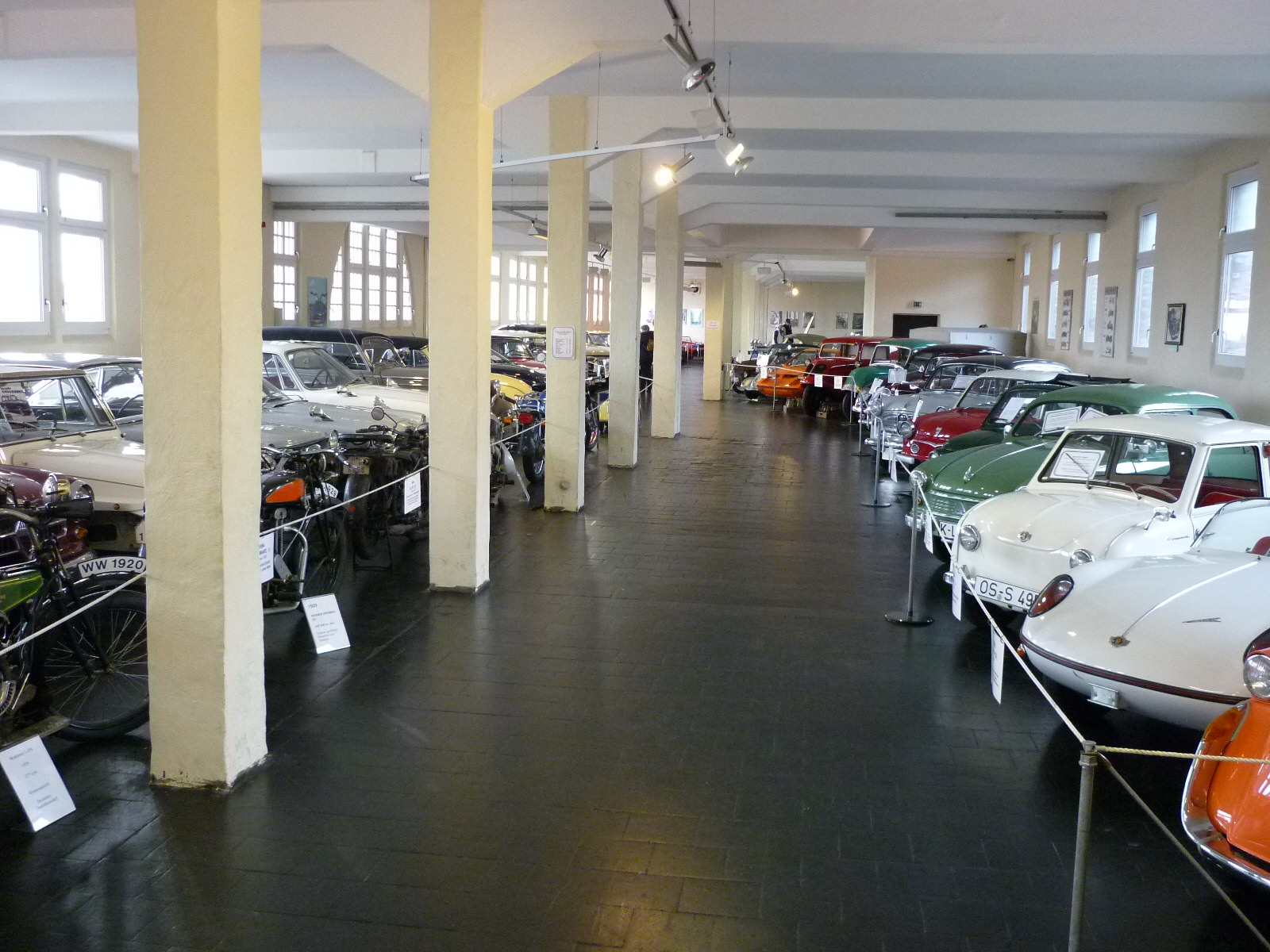
Innenansicht

Das Automuseum Melle hat seinen Sitz in Melle im Landkreis Osnabrück. In den denkmalgeschützten Hallen einer alten Möbelfabrik stehen auf drei Etagen knapp 3000 m² Fläche zur Verfügung, von denen zwei Etagen als Ausstellungsfläche und eine Etage als Fundus genutzt werden kann. Das Automuseum Melle zeigt zwischen 250 und 350 Fahrzeuge von den Anfängen des Automobils bis zu Exponaten jüngeren Datums oder zeitgeschichtlicher Bedeutung.

## Geschichte und Organisation
Im Jahre 1984 wurde das Automuseum Ibbenbüren eröffnet. 1997 zog es mit neuem Namen in die Räume der ehemaligen Möbelfabrik Melchersmann an der Meller Pestelstrasse um. Etwa 2000 verschiedene historische Fahrzeuge wurden bisher als Leihgaben präsentiert. Organisiert ist es in Form einer gemeinnützigen Gesellschaft mit beschränkter Haftung. Sie hat 24 gleichberechtigte Gesellschafter, einer davon ist die Stadt Melle. Das Museum hat ausschließlich ehrenamtliche Mitarbeiter.

## Konzept
Besitzer von interessanten Automobilen werden angesprochen mit der Bitte, ihre Fahrzeuge dem Automuseum leihweise zur Verfügung zu stellen. Dabei werden nur fahrbereite Fahrzeuge für maximal ein halbes Jahr angenommen, danach sollen die Fahrzeuge wieder benutzt werden.

## Veranstaltungen
Es finden Clubtreffen und Ausfahrten im Umkreis des Museums statt. Das Museum organisiert zusammen mit der Stadt Melle Touren.
Jährlich (im Jahr 2018 zum 19. Mal) findet die Deutsche Dampf Automobil Fahrt „Dampf in Melle“, ein Oldtimertreffen für Dampfwagen, statt.
Im Jahre 2017 fand zum 26. Mal das Internationale Schnauferl Treffen mit einer Wanderfahrt statt. Diese Veranstaltung ist ausschließlich für die ältesten Veteranen der Straße gedacht.